# Teoria del focus normativo
La teoria del focus normativo (RFT) è una teoria del perseguimento degli obiettivi : formulata dal professore di psicologia e ricercatore della Columbia University E. Tory Higgins riguardo alle motivazioni e alle percezioni delle persone nei processi di giudizio e decisionali. La RFT esamina la relazione tra la motivazione di una persona e il modo in cui riesce a raggiungere il proprio obiettivo. La RFT prevede due orientamenti autoregolatori separati e indipendenti: la prevenzione e la promozione (Higgins, 1997).
Questa teoria psicologica, come molte altre, viene applicata nella comunicazione, soprattutto nei sottocampi della comunicazione non verbale e della persuasione. Il focus normativo cronico viene misurato utilizzando il Regulatory Focus Questionnaire (Higgins et al., 2001) o la misura della Regulatory Strength.

## Origini

### Teoria dell'adattamento normativo
Per comprendere la RFT, è importante comprendere un'altra delle teorie di E. Tory Higgins: la teoria dell'adattamento normativo. Quando una persona pensa di essere "adatta", si coinvolgerà maggiormente in ciò che sta facendo e si sentirà bene al riguardo. L'adattamento normativo non dovrebbe influenzare direttamente l'evento edonico di una cosa o di un'occasione, ma dovrebbe influenzare la sicurezza di una persona nella sua reazione all'oggetto o all'evento.
La teoria dell'adattamento normativo suggerisce che la corrispondenza tra l'orientamento a un obiettivo e i mezzi utilizzati per raggiungerlo produce uno stato di adattamento normativo che crea una sensazione di correttezza nel perseguire l'obiettivo e aumenta il coinvolgimento nel compito (Higgins, 2001, 2005). L'adattamento normativo intensifica le risposte, come il valore dell'oggetto scelto, la persuasione e la soddisfazione sul lavoro.
L'adeguatezza normativa non aumenta la valutazione di una decisione; invece, quando qualcuno si sente "giusto" rispetto alla propria decisione, l'esperienza di "correttezza e importanza" si trasferisce alla conseguente valutazione dell'oggetto scelto, aumentandone il valore superficiale. La ricerca suggerisce che l'esperienza del "sentirsi bene" può quindi influenzare le valutazioni retrospettive o prospettiche. L'adattamento normativo può essere manipolato incidentalmente (al di fuori del contesto di interesse) o integralmente (all'interno del contesto di interesse).

### Definizione
La RFT si riferisce a quando una persona persegue un obiettivo in un modo che mantiene i suoi valori e le sue convinzioni personali, noto anche come orientamento normativo. Questa teoria funziona sul principio di base secondo cui le persone abbracciano il piacere ma evitano il dolore e quindi mantengono la loro idoneità normativa sulla base di questo standard.
Il focus normativo è fondamentalmente il modo in cui una persona si avvicina al piacere ma evita il dolore. Il focus normativo di un individuo si concentra sugli stati finali desiderati e sulla motivazione dell'approccio utilizzato per passare dallo stato attuale a quello finale desiderato. Questa teoria distingue tra una promozione incentrata sulle speranze da una basata sui risultati (noti anche come guadagni). Questa attenzione si concentra maggiormente sui guadagni di livello superiore, come l'avanzamento e la realizzazione.
Un altro focus è quello della prevenzione, che si basa sulla sicurezza e sulle responsabilità, note anche come non-perdite. Questo focus enfatizza la sicurezza e la protezione seguendo le linee guida e le regole.
Questi due punti di riferimento regolano le influenze a cui una persona è esposta nel processo decisionale e determinano i diversi modi in cui raggiunge il proprio obiettivo. L'orientamento normativo di un individuo non è necessariamente fisso. Sebbene gli individui abbiano tendenze croniche verso la promozione o la prevenzione, queste preferenze possono non valere per tutte le situazioni. È inoltre possibile indurre un orientamento normativo specifico.
Il valore tratto dall'interazione e dal raggiungimento dell'obiettivo può essere positivo o negativo. La decisione ha valore positivo quando le persone cercano di raggiungere il loro obiettivo in un modo che si adatta al loro orientamento normativo e avrà valore negativo quando le persone cercano di raggiungere il loro obiettivo in un modo che non si adatta al loro orientamento normativo. L'adattamento normativo consente di creare valore intensificando l'impegno, in base a uno degli orientamenti normativi. Le scelte e la realizzazione degli obiettivi sono considerate attività e, in ogni attività, le persone possono essere più o meno coinvolte. Quando il coinvolgimento è forte, può intensificare i sentimenti e i valori relativi all'attività, e l'approccio all'attività determina la soddisfazione o meno del risultato e del metodo per raggiungerlo.
Questa teoria ha implicazioni notevoli per aumentare il valore della vita. Ad esempio, nel conflitto interpersonale, se ogni persona si sente "in forma", sarà soddisfatta e si impegnerà per il risultato. In senso lato, perché le persone apprezzino la propria vita, devono essere soddisfatte e "sentirsi a posto" con ciò che fanno e con il modo in cui lo fanno.: Se non è soddisfacente, si parla di "non-fit" e non si raggiunge l'obiettivo desiderato.

### Raggiungimento degli obiettivi e motivazione
La teoria del focus normativo, secondo Higgins, considera la motivazione in un modo che permette di comprendere i modi fondamentali in cui ci avviciniamo a un compito o a un obiettivo. Diversi fattori possono motivare le persone durante il perseguimento di un obiettivo e noi autoregoliamo i nostri metodi e processi durante la ricerca di un obiettivo. La RFT propone che la forza motivazionale sia rafforzata quando il modo in cui le persone lavorano per raggiungere un obiettivo sostiene anche il loro orientamento normativo. Raggiungere un obiettivo in modo coerente con l'orientamento normativo di una persona porta a un senso individuale di importanza per l'evento. L'impatto della motivazione viene calcolato creando un maggiore senso di impegno verso l'obiettivo. Quanto più un individuo è fortemente impegnato in un'attività, tanto più intensa è la forza motivazionale sperimentata. Il coinvolgimento serve a intensificare la componente direzionale dell'esperienza di valore portando quindi un individuo fortemente impegnato nel perseguimento di un obiettivo a vivere un risultato positivo in modo più positivo e un risultato negativo in modo più negativo.
Gli individui possono perseguire obiettivi diversi con diversi orientamenti normativi e in modi diversi. Esistono due diversi tipi di orientamenti normativi che le persone utilizzano per raggiungere i loro obiettivi: l'orientamento alla promozione e l'orientamento alla prevenzione. Questi termini derivano dalla Teoria dell'orientamento normativo di E. Tory Higgins. In essa, egli aggiunge la nozione che le persone regolano il loro comportamento orientato agli obiettivi in due modi molto distinti, coniati come orientamento alla promozione e orientamento alla prevenzione.
E. Tory Higgins usa questo esempio: ci sono lo studente A e lo studente B, ed entrambi hanno l'obiettivo comune di prendere una A in un corso che stanno frequentando all'università. Lo studente A ha un orientamento alla promozione, che lo spinge a raggiungere l'obiettivo e a progredire, crescere e realizzarsi nella vita. Questo fa sì che lo studente A veda l'obiettivo come un ideale che soddisfa il suo bisogno di realizzazione. Lo studente B utilizza un orientamento alla prevenzione, in cui l'obiettivo è qualcosa che deve essere realizzato perché soddisfa il suo bisogno di sicurezza, protezione e prevenzione di esiti negativi. Lo studente A utilizza un approccio impaziente, in cui legge materiale extra per ottenere l'obiettivo di una A. Lo studente B utilizza un approccio vigile, in cui diventa più orientato ai dettagli e presta molta attenzione al completamento di tutti i requisiti del corso.
Entrambe le forme di orientamento normativo possono funzionare per raggiungere gli obiettivi, ma la scelta dell'orientamento si basa sulle preferenze e sullo stile dell'individuo. Quando una persona persegue il proprio obiettivo con l'orientamento normativo che le è più congeniale, è più probabile che lo persegua con maggiore entusiasmo e aggressività rispetto a quando utilizza l'altro orientamento. In questo caso, ogni studente ha stili diversi. Entrambi si sentono più a loro agio nel persuadere il proprio obiettivo. Il risultato di questo esperimento sarebbe stato diverso se agli studenti fosse stata data una scelta indesiderata.
Quando le persone prendono decisioni, spesso immaginano il possibile "piacere o dolore" dei possibili risultati che l'orientamento al focus produrrà. Una persona che immagina di fare una scelta piacevole ha più probabilità di impegnarsi nell'orientamento alla promozione, perché immaginando il possibile risultato di successo mantiene l'ansia per il risultato, ma non dà importanza alla vigilanza. Una persona che immagina il possibile dolore di una scelta indesiderata mantiene una maggiore vigilanza ma una minore ansia.
Una persona con orientamento alla promozione ha maggiori probabilità di ricordare le occasioni in cui l'obiettivo viene perseguito utilizzando approcci di tipo eagerness e minori probabilità di ricordare le occasioni in cui l'obiettivo viene perseguito con approcci di tipo vigilance. Una persona con orientamento alla prevenzione ha maggiori probabilità di ricordare gli eventi in cui l'obiettivo viene perseguito con la vigilanza rispetto a quelli in cui viene perseguito con l'approccio dell'entusiasmo.

## Applicazione

### Teoria e persuasione del focus normativo
Quando si collega la teoria del focus normativo alla persuasione, è importante ricordare che la RFT è una teoria del raggiungimento degli obiettivi e che può generare sentimenti di giusto/sbagliato che a loro volta possono produrre formulazioni per giudizi.
Il sentimento di giustezza conferisce all'individuo un maggiore impegno nei confronti delle informazioni in arrivo e quindi può evitare di mettere a repentaglio il proprio adattamento normativo, il che a sua volta modifica il focus normativo e accetta un probabile motivo di cambiamento. Se una persona sperimenta sentimenti di torto, proverà emozioni negative e riterrà l'esperienza e l'informazione come una minaccia al suo adattamento normativo e quindi una minaccia al suo focus normativo e al suo obiettivo.
Sono stati condotti studi in cui sono stati applicati idoneità e concentrazione per dimostrare la loro applicabilità agli acquisti dei consumatori, alle consulenze sanitarie e alle questioni di politica sociale. : Essere persuasi significa cambiare i propri sentimenti, azioni e/o convinzioni precedenti su una questione in modo da essere d'accordo con il persuasore.
Il "fit" coinvolto nella RFT gioca un ruolo importante in questi problemi e in queste storie, perché può essere un dispositivo per aiutare un individuo a ricevere e rivedere l'esperienza durante la consegna di un particolare messaggio. Il rinforzo positivo e le sensazioni di correttezza durante la decodifica del messaggio creano un impegno e un rapporto più forte con l'elaborazione del messaggio, mentre il rinforzo negativo e le sensazioni di scorrettezza diminuiscono l'impegno e l'attaccamento.
I ricercatori hanno scoperto che puntare sui due diversi orientamenti normativi e sui tipi di adattamento che coincidono funziona come un processo efficace per aiutare il fascino persuasivo o l'attrazione quando hanno introdotto una modalità di persuasione in cui l'inquadratura del messaggio era tutto e il contenuto era irrilevante per sostenere o interrompere l'adattamento normativo di una persona e seguire il modello di logica utilizzato nell'orientamento normativo.
Lee e Aaker (2004) hanno condotto un esperimento che prevedeva la scelta di fornire o meno le informazioni in modo mirato alla prevenzione o alla promozione. Lo studio ha riguardato la pubblicità di una bevanda a base di succo d'uva, che è stata divisa in due parti per creare un'attenzione alla prevenzione (prevenzione delle malattie) e un'attenzione alla promozione (aumento dell'energia). In questo modo, hanno dimostrato che, anziché cercare di conoscere le qualità di ogni singolo destinatario, è sufficiente iniziare a individuare l'obiettivo (prevenzione/promozione) e poi inquadrare il messaggio in modo da creare quella "giustezza".
Alcuni potrebbero confondere la RFT con l'adeguatezza normativa, la rilevanza normativa, la corrispondenza del messaggio e l'attrattiva della fonte in questo esempio. L'ampiezza delle somiglianze tra teorie della RFT strettamente correlate, come quelle sopra citate, rende difficile chiarire quando questa teoria sia applicabile o apparente rispetto al processo di persuasione.

### Teoria del focus normativo e comunicazione non verbale
La RFT può essere uno schema utile per comprendere meglio gli effetti degli indizi non verbali nella persuasione e nella formazione delle impressioni. La teoria dell'adattamento normativo suggerisce che l'effetto di un segnale non può essere compreso senza ricordare cosa significa il segnale dato l'orientamento del focus del destinatario.
Gli indizi non verbali possono essere utilizzati dalla fonte del messaggio per variare lo stile di trasmissione, in particolare per trasmettere l'impazienza o la vigilanza di un determinato messaggio in modo da produrre un adattamento normativo nei destinatari del messaggio con diversi orientamenti di attenzione.
L'avanzamento implica un movimento impetuoso in avanti, quindi l'impazienza è trasmessa da gesti che comportano movimenti di apertura animati e ampi, come movimenti delle mani che si proiettano verso l'esterno, posizioni del corpo inclinate in avanti, movimenti rapidi e velocità di parola. La cautela, invece, implica un'attenzione vigile, quindi trasmessa da gesti che mostrano precisione, come posizioni del corpo leggermente inclinate all'indietro, movimenti più lenti e un ritmo di parola più scandito.
Uno stile di trasmissione non verbale improntato all'entusiasmo si tradurrà in una maggiore efficacia del messaggio per i destinatari focalizzati sulla promozione rispetto a quelli focalizzati sulla prevenzione, mentre l'opposto diventa vero nel caso di uno stile non verbale vigile.
Esistono vari aspetti che possono contribuire al successo o meno dell'elemento persuasivo di un messaggio. Un aspetto è l'effetto degli indizi non verbali e la loro associazione con gli appelli persuasivi basati sull'orientamento normativo motivazionale del destinatario del messaggio. Ciò determina l'impressione che il destinatario ha della fonte durante la formazione dell'impressione.
La ricerca ha scoperto che gli indizi non verbali sono un elemento essenziale della maggior parte degli appelli persuasivi. La RFT crea lo sfondo che permette di prevedere quando e per chi uno spunto non verbale può avere un effetto sulla persuasione. Quando gli spunti e i segnali non verbali sono usati in modo appropriato, aumentano l'efficacia della persuasione.

### Giudizio morale
La RFT è stata applicata anche in psicologia morale al tema del giudizio morale, contrapponendo le nozioni di "doveri" e "ideali".

## Fonti
- Avnet, T. e Higgins, E. (2003, settembre). Locomozione, valutazione e adattamento normativo: trasferimento di valore dal "come" al "cosa". Giornale di psicologia sociale sperimentale, 39(5), 525. Estratto il 10 aprile 2009,DOI: 10.1016/S0022-1031(03)00027-1
- Cesario, J., Higgins, E. (maggio 2008) Far "sentire bene" i destinatari del messaggio: come i segnali non verbali possono aumentare la persuasione. Scienze psicologiche, 19(5), 415–420, http://www.ejournals.ebsco.com/direct.asp?ArticleID=4E7CA1348DBC518AFA47[collegamento interrotto]
- Cesario, J., Higgins, E., & Scholer, A. (2008, gennaio). Adeguatezza e persuasione normativa: principi di base e domande rimanenti. Compasso di psicologia sociale e della personalità, 2(1), 444–463. Estratto il 10 aprile 2009 dal database PsycINFO
- Higgins, E. (1997, dicembre). Oltre il piacere e il dolore. Psicologo americano, 52(12), 1280–1300. Estratto il 10 aprile 2009,DOI: 10.1037/0003-066X.52.12.1280
- Higgins, E. (2000, novembre). Prendere una buona decisione: valore dall'adattamento. Psicologo americano, 55(11), 1217–1230. Estratto il 10 aprile 2009,DOI: 10.1037/0003-066X.55.11.1217
- Higgins, E. "Valore derivante dall'adeguamento normativo". Società psicologica americana 14 (2005): 209–13.
- Higgins, E., Friedman, R., Harlow, R., Idson, L., Ayduk, O., & Taylor, A. (2001, gennaio). Orientamenti al raggiungimento di storie soggettive di successo: orgoglio della promozione contro orgoglio della prevenzione. Giornale europeo di psicologia sociale, 31(1), 3–23. Estratto il 10 aprile 2009 dal database Academic Search Elite.
- Higgins, E., Idson, L., Freitas, A., Spiegel, S., & Molden, D. (2003, giugno). Trasferimento di valore dall'adattamento. Giornale di personalità e psicologia sociale, 84(6), 1140–1153. Estratto il 10 aprile 2009,DOI: 10.1037/0022-3514.84.6.1140
- Spiegel, S., Grant-Pillow, H., & Higgins, E. (2004, gennaio). Come l'adattamento normativo migliora la forza motivazionale durante il perseguimento degli obiettivi. Giornale europeo di psicologia sociale, 34(1), 39–54. Estratto il 10 aprile 2009, .
- Vaughn, Leigh Ann, Sarah J. Hesse, Zhivka Petkova e Lindsay Trudeau. "" Questa storia è giusta: l'impatto dell'adattamento normativo sull'impegno narrativo e sulla persuasione." 4 ottobre 2008. Wiley InterScience. Riviste. Biblioteca dell'Università dell'Oklahoma, Norman. 9 aprile 2009 [collegamento interrotto]</link>
- HigginsLab : una panoramica, con ulteriori suggerimenti di lettura, per le teorie di E. Tory Higgins
- Comprendere l'adeguamento normativo : uno sguardo dal punto di vista del marketing
- Pensiero controfattuale e focus e adattamento normativo : applicazione del focus normativo e dell'adattamento normativo al pensiero controfattuale
- Riformulare la definizione degli obiettivi nella negoziazione : una prospettiva di focus normativo

| Controllo di autorità | LCCN (EN) sh2016001561 · J9U (EN, HE) 987007426104305171 |